# مؤسسه آموزش بین‌المللی
مؤسسه آموزش بین‌المللی (انگلیسی: Institute of International Education) یک سازمان ۵۰۱(سی) است که بر تبادل دانشجوی و کمک‌های بین‌المللی، امور خارجی، و صلح و امنیت بین‌المللی است. این مؤسسه در همکاری با دولت و بنیادها و دیگر حامیان برنامه‌های مطالعاتی و آموزشی برای دانش آموزان و آموزگاران و شاغلان بخش‌های مختلف ایجاد می‌کند. این سازمان می‌گوید مأموریت آن «پیشبرد بین‌المللی آموزش و پرورش و دسترسی به آموزش و پرورش در سراسر جهان» است. در حال حاضر بسیاری از کار آن متمرکز بر مطالعه برنامه‌های تحصیل در خارج، حمایت از دانشجویان و محققان، تحقیقات سیاست و فعالیت به عنوان مرکزی برای فرصت‌های تبادل بین‌المللی است. برخی از شناخته‌شده‌ترین برنامه‌های آن شامل برنامه فولبرایت و بورسیه گیلمن از وزارت امور خارجه ایالات متحده آمریکا است.

## تاریخچه
این مؤسسه در سال ۱۹۱۹ در پایان جنگ جهانی اول تأسیس شد. نیکلاس موری باتلر، رئیس دانشگاه کلمبیا، برندگان جایزه صلح نوبل، الیهو روت، وزیر امور خارجه سابق، و استفان دوگان، پدر، استاد علوم سیاسی در کالج شهر نیویورک (و اولین رئیس IIE) مؤسسه آموزش بین‌المللی را با این ایده تشکیل داد که تبادل آموزشی باعث ایجاد تفاهم بین کشورها می‌شود.
رئیس IIE، استفان دوگان، دولت ایالات متحده را تحت تأثیر قرار داد تا دسته جدیدی از ویزای دانشجویی غیرمهاجر را ایجاد کند، با دور زدن سهمیه‌های پس از جنگ که توسط قانون مهاجرت در سال ۱۹۲۱ تعیین شده بود. در دهه ۱۹۳۰، IIE شروع به گسترش فعالیت‌های خود فراتر از اروپا کرد و اولین مبادلات با آنها را باز کرد. اتحاد جماهیر شوروی و آمریکای لاتین ادنا دوگ مدیر بخش آمریکای لاتین IIE در دهه ۱۹۴۰ بود. پس از جنگ جهانی دوم، مؤسسه تأسیس NAFSA و CIEE کنونی را تسهیل کرد. در دهه ۱۹۴۰، IIE به بیش از ۴۰۰۰ دانشجوی آمریکایی کمک کرد تا در دانشگاه‌های اروپایی ویران شده از جنگ تحصیل کنند و در پروژه‌های بازسازی کار کنند..
در دهه ۱۹۵۰، تعداد دانشجویان خارجی به ایالات متحده تقریباً دو برابر شد. در نتیجه، مؤسسه شبکه ای از دفاتر ایالات متحده را برای خدمت به تعداد فزاینده دانشجویان تحت مدیریت خود تشکیل داد. IIE شروع به تولید یک تجزیه و تحلیل آماری سالانه از جمعیت دانشجویان خارجی در ایالات متحده کرد و نام آن را 'درهای باز' گذاشت. در دهه ۱۹۶۰، مؤسسه دفاتر خارج از کشور را در آسیا، آفریقا و آمریکای لاتین افتتاح کرد.
در سال ۱۹۷۹، IIE به کاخ سفید و USIA ملحق شد تا بورسیه‌های نوآورانه Hubert H. Humphrey North-South را ایجاد کند، که متخصصان حرفه ای در زمینه‌های خدمات عمومی را از کشورهای در حال توسعه و شرق اروپای مرکزی برای یک سال تحصیل آکادمیک به ایالات متحده می‌آورد. و تجربه حرفه ای عملی مرکز اطلاعات آموزش بین‌المللی در دهه ۱۹۸۰ در مقر IIE در نیویورک افتتاح شد و دفاتر جدیدی در بوداپست و هانوی در دهه ۹۰ تأسیس شد.
در سال ۲۰۰۸، آلن گودمن، رئیس IIE، اولین هیئت آموزش عالی مؤسسه در ایالات متحده را رهبری کرد. یازده نماینده به نمایندگی از هفت کالج و دانشگاه ایالات متحده به آسیای جنوب شرقی سفر کردند تا روابط خود را با مؤسسات تایلند، ویتنام و اندونزی تقویت و گسترش دهند. IIE از آن زمان تاکنون هیئت‌های آموزش عالی ایالات متحده را به کشورهایی مانند برزیل، چین، اندونزی، هند، میانمار و روسیه با هدف گسترش روابط آموزشی با ایالات متحده رهبری می‌کند.[۳] در دهه ۲۰۱۰، مؤسسه مراکز تعالی IIE را تأسیس کرد و صندوق دانشجویی اضطراری (ESF) را راه‌اندازی کرد. در سال ۲۰۱۱، IIE میزبان اولین کنفرانس از یک سری کنفرانس در عراق بود که برای مشارکت دادن سهامداران کلیدی در پیشبرد بحث‌های آموزش عالی و تلاش‌های توسعه در عراق طراحی شده بود.
در سال ۲۰۱۲، IIE شروع به مدیریت برنامه تحرک علمی دولت برزیل کرد که به دانشجویان مقطع کارشناسی برزیل عمدتاً در زمینه‌های علوم، فناوری، مهندسی و ریاضی (STEM) بورسیه می‌دهد. IIE در سال ۲۰۱۲ نمایندگانی از ۱۵ کشور و اتحادیه اروپا را در واشینگتن دی سی، در اجلاس بین‌المللی آموزش برای بحث در مورد اولویت‌های ملی و همکاری آموزشی بین کشورها جمع کرد.
این سازمان بهمراه ۱۵۰ سازمان دیگر در سال ۲۰۲۴ توسط مقامات روسیه به عنوان یک 'سازمان نامطلوب' شناخته شد.